# Tuogela Keleke Xiang
Tuogela Keleke Xiang (kinesiska: 托格拉克勒克乡, 托格拉克勒克) är en socken i Kina. Den ligger i den autonoma regionen Xinjiang, i den nordvästra delen av landet, omkring 650 kilometer söder om regionhuvudstaden Ürümqi. Antalet invånare är 8 011. Befolkningen består av 3 976 kvinnor och 4 035 män. Barn under 15 år utgör 18,0 %, vuxna 15-64 år 76 %, och äldre över 65 år 4,0 %.
Genomsnittlig årsnederbörd är 47 millimeter. Den regnigaste månaden är juni, med i genomsnitt 12 mm nederbörd, och den torraste är oktober, med 1 mm nederbörd.